# Caravan
Caravan – brytyjska progresywna grupa rockowa wywodzącą się ze sceny Canterbury. 
Grupa powstała w 1968, założona przez Pye’a Hastingsa grającego w melodyjnym stylu na gitarze elektrycznej i Davida Sinclaira na jazzowo brzmiących organach. Charakterystyczne dla brzmienia grupy było połączenie folkowego i jazzowego brzmienia. Dodać do tego należy skomplikowane rytmy grane z niezwykłą finezją przez Richarda Coughlana na wyjątkowo prostym zestawie perkusyjnym. Grupa rozpadła się w początku lat osiemdziesiątych. W 1990 reaktywowała się w oryginalnym składzie dla dokonania kilku koncertów.

## Muzycy
- Pye Hastings – gitara, śpiew
- Mark Walker – perkusja
- Jan Schelhaas – instrumenty klawiszowe
- Geoffrey Richardson – gitara, skrzypce, śpiew
- Jim Leverton – gitara basowa

Byli muzycy:
- Jimmy Hastings – flet, saksofon altowy
- David Sinclair – instrumenty klawiszowe, śpiew
- Richard Sinclair – śpiew, gitara basowa
- Mike Wedgwood – gitara basowa, śpiew
- Steve Miller – instrumenty klawiszowe
- John G. Perry – gitara basowa, śpiew
- Richard Coughlan – perkusja
- Doug Boyle – gitara
- Derek Austin – instrumenty klawiszowe
- Stuart Evans – gitara basowa
- Dek Messecar – gitara basowa

## Dyskografia
- 1968 Caravan
- 1970 If I Could Do It All Over Again
- 1971 In the Land of Grey and Pink
- 1972 Waterloo Lily
- 1973 For Girls Who Grow Plump in the Night
- 1974 Caravan & the New Symphonia [live]
- 1975 Cunning Stunts
- 1976 Blind Dog at St. Dunstan's
- 1977 Better by Far
- 1980 The Album
- 1981 Show of Our Lives
- 1983 Back to Front
- 1991 BBC Radio 1 Live
- 1995 Cool Water
- 1995 Live
- 1995 The Battle of Hastings
- 1996 All Over You [Transatlantic] [live]
- 1998 Travelling Man Mooncrest
- 1999 Live - Canterbury Comes to London
- 2000 Surprise Supplies
- 2002 Live at the Fairfield Halls, 1974
- 2002 Bedrock in Concert
- 2003  Live UK Tour 1975